# Holotrichia pulvinosa
Holotrichia pulvinosa är en skalbaggsart som beskrevs av Sharp 1878. Holotrichia pulvinosa ingår i släktet Holotrichia och familjen Melolonthidae. Inga underarter finns listade i Catalogue of Life.